# Canton de Juniville
Le canton de Juniville est une ancienne division administrative française située dans le département des Ardennes et la région Champagne-Ardenne.

## Géographie
Ce canton était organisé autour de Juniville dans l'arrondissement de Rethel. Son altitude moyenne était de 109 m.

## Représentation

### conseillers généraux
| Période | Période          | Identité                          | Étiquette                             | Qualité                                                                                         |
| ------- | ---------------- | --------------------------------- | ------------------------------------- | ----------------------------------------------------------------------------------------------- |
| 1833    | 1848             | Antoine Besson                    |                                       | Notaire à Tagnon, propriétaire à Charleville                                                    |
| 1848    | 1855             | Alexandre-Louis Lescuyer          |                                       | Propriétaire, maire d'Annelles (1843-1855)                                                      |
| 1855    | 1870             | Jean-Baptiste Hubert Simon        | Républicain                           | Notaire, maire de Tagnon                                                                        |
| 1870    | 1878 (démission) | Alfred Doury,                     | Républicain                           | Avocat, maire de Juniville (1861-1874) Nommé Préfet en 1877                                     |
| 1878    | 1896 (décès)     | Jean-Baptiste Hubert Simon-Spalar | Républicain                           | Notaire, maire de Tagnon                                                                        |
| 1896    | 1913             | Julien Louis Vaillant             | Républicain                           | Notaire, maire de Tagnon                                                                        |
| 1913    | 1939 (démission) | Albert Meunier                    | Rad.ind. URD                          | Enseignant Maire de Juniville (1925-1933) Député (1919-1930) Sénateur (1930-1939)               |
| 1939    | 1940             | Henri Philippot                   | Rép.ind.                              | Notaire, maire de Tagnon                                                                        |
|         |                  |                                   |                                       |                                                                                                 |
| 1943    | 1945             | Maurice Chenu                     | ?                                     | Président de la délégation spéciale d'Annelles Nommé conseiller départemental en 1943           |
|         |                  |                                   |                                       |                                                                                                 |
| 1945    | 1955             | Marcel Pommelet                   | Républicain indépendant apparenté MRP | Maire de Juniville                                                                              |
| 1955    | 1973             | Pierre Toufflin                   | FGDS-Rad.                             | Maire de Tagnon                                                                                 |
| 1973    | 1992             | Emile Lescieux                    | DVD puis UDF                          | Maire de Neuflize                                                                               |
| 1992    | 1998             | Édouard Noël                      | RPR                                   | Maire de Juniville                                                                              |
| 1998    | 2011             | Jean Verzeaux                     | RPR puis UMP                          | Maire de Ville-sur-Retourne Président de la Communauté de communes du Junivillois               |
| 2011    | 2015             | Bertrand Jénin                    | PS                                    | Retraité de la Fonction publique Conseiller municipal (et ancien Adjoint au Maire) de Juniville |

### Conseillers d'arrondissement
| Période                                  | Période      | Identité                               | Étiquette   | Qualité |
| ---------------------------------------- | ------------ | -------------------------------------- | ----------- | --- |
| 1833                                     | 1846         | Pierre Lecoq-Leblanc                   |             | Maire de Tagnon                                                                                              |
| 1846                                     | 1848         | Alexandre Lescuyer                     |             | Maire d'Annelles                                                                                             |
| 1848                                     | 1855         | Jean-Baptiste Simon                    | Républicain | Notaire à Tagnon                                                                                             |
| 1855                                     | 1870         | Alfred Doury                           | Républicain | Avocat à Juniville                                                                                           |
| 1871                                     | 1883 (décès) | Jean-Baptiste Carré-Collet (1815-1883) |             | Propriétaire à Ménil-Annelles                                                                                |
| 1883                                     | 1902 (décès) | Nicolas François Etienne Dereims       |             | Maire de Juniville                                                                                           |
| 1902                                     | 1910 (décès) | Emile Marchand                         |             | Agriculteur, négociant en grains, maire de Juniville                                                         |
| 1910                                     | 1919         | Georges Vignon                         |             | Médecin à Juniville                                                                                          |
| 1919                                     | 1922         | Maurice Holigner                       |             | Négociant à Juniville                                                                                        |
| 1922                                     | 1934         | Lucien Roland                          |             | Cultivateur, maire de Ville-sur-Retourne                                                                     |
| 1934                                     | 1939         | Henri Philippot                        | Rad.ind.    | Notaire, maire de Tagnon                                                                                     |
| juin 1939                                | 1940 (décès) | Charles Picot (1906-1940)              | PSF         | Maire de Neuflize                                                                                            |
| 1940                                     |              |                                        |             | Les conseils d'arrondissement ont été suspendus par la loi du 12 octobre 1940 et n'ont jamais été réactivés. |
| Les données manquantes sont à compléter. |              |                                        |             | |

## Composition
Le canton de Juniville regroupait treize communes et comptait 4 765 habitants (recensement de 2007 sans doubles comptes).
| Nom                         | Code Insee | Intercommunalité     | Population (dernière pop. légale) |
| --------------------------- | ---------- | -------------------- | --------------------------------- |
| Juniville (chef-lieu)       | 08239      | CC du Pays Rethélois | 1 206 (2014)                      |
| Alincourt                   | 08005      | CC du Pays Rethélois | 144 (2014)                        |
| Annelles                    | 08014      | CC du Pays Rethélois | 136 (2014)                        |
| Aussonce                    | 08032      | CC du Pays Rethélois | 207 (2014)                        |
| Bignicourt                  | 08066      | CC du Pays Rethélois | 68 (2014)                         |
| Le Châtelet-sur-Retourne    | 08111      | CC du Pays Rethélois | 765 (2014)                        |
| Ménil-Annelles              | 08286      | CC du Pays Rethélois | 97 (2014)                         |
| Ménil-Lépinois              | 08287      | CC du Pays Rethélois | 138 (2014)                        |
| Neuflize                    | 08314      | CC du Pays Rethélois | 767 (2014)                        |
| La Neuville-en-Tourne-à-Fuy | 08320      | CC du Pays Rethélois | 569 (2014)                        |
| Perthes                     | 08339      | CC du Pays Rethélois | 301 (2014)                        |
| Tagnon                      | 08435      | CC du Pays Rethélois | 879 (2014)                        |
| Ville-sur-Retourne          | 08484      | CC du Pays Rethélois | 77 (2014)                         |

## Démographie
| 1962  | 1968  | 1975  | 1982  | 1990  | 1999  | 2006  | 2011  | 2012  |
| ----- | ----- | ----- | ----- | ----- | ----- | ----- | ----- | ----- |
| 4 193 | 4 175 | 3 848 | 3 885 | 4 128 | 4 079 | 4 639 | 5 274 | 5 337 |